# فرنسيس جود كوكي
فرنسيس جود كوكي (بالإنجليزية: Francis Judd Cooke)‏ هو ملحن أمريكي، ولد في 28 ديسمبر 1910 في هونولولو في الولايات المتحدة، وتوفي في 18 مايو 1995 في ليكسينغتون في الولايات المتحدة.

## وصلات خارجية
- فرنسيس جود كوكي على موقع ميوزك برينز (الإنجليزية)
- فرنسيس جود كوكي على موقع أول ميوزيك (الإنجليزية)